# 田原良純

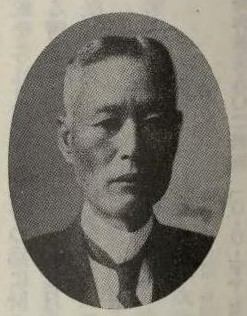
田原良純

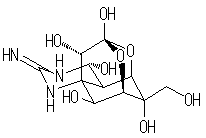
テトロドトキシン構造式 田原の死後1964年に3人の研究者が独立に発表した。

田原 良純（たわら よしずみ、1855年8月18日（安政2年7月6日） - 1935年6月3日）は、日本の薬学者。日本最初の薬学博士で、フグ毒の発見者として著名。

## 経歴
佐賀藩士の田原卯源次の長男として生まれる。
1870年、明治政府の公募を受けて、後の東京帝国大学を構成する大学南校ドイツ語科に入学。鉱山学部を卒業し、工部省鉱山寮に勤めていたが、1876年に職を辞して東京医学校製薬学科に入学。1881年に卒業して内務省衛生局東京司薬場に勤め、薬品試験を担当する。
1882年、オランダ人監督のエイクマン (Johan Frederik Eijkman) の指導を受け、日本国産食品の栄養化学分析を始める。約160種類の食品を分析した。栄養分析表を作成し、欧米の食品と比較、国民栄養基準を作る。
1883年、司薬場が改組した東京試験所検明部長となる。食品のほか、大気や水の分析、試験を続ける。当時の長井長義所長と協力して漢方薬牡丹皮に含まれるペオノールの研究を進めた。このとき、欧米で研究が進んでいる植物成分に比べ、動物成分の研究が遅れていることに気づき、フグ毒に着目。フグ毒の成分分析を始める。
1887年、内務省東京衛生試験所所長となる。
1890年から1892年まで3年間ドイツに留学する。まずミュンヘン大学にのバイヤー教授に師事し、主にペオノールの構造を分析した。その後、フライブルク大学に移り、ペオノール合成とアドニンの研究を進めた。アドニンとはフクジュソウの配糖体の一種である。1893年に帰国し、フグ毒の研究を再開する。
1899年、日本国最初の薬学博士となる。以後、東京衛生試験所所長を続けながら、専売特許局技師、内務技師を兼務。
1907年、分離に成功したフグ毒を、フグ科の学名 Tetraodontidae（4枚の歯板を持つものの意）と、毒を意味するトキシン toxin から、テトロドトキシンと命名。その後、テトロドトキシンの薬理作用を解明し、鎮痛効果を実証した。
1914年（大正3年）、第一次世界大戦が始まると、海外からの医薬品の輸入が途絶える。これを受け、衛生試験所内に臨時の製薬所を設け、200種類以上の薬品の製造方法を研究、日本製薬工業の基礎を固めた。
同じ1914年、神奈川県橘樹郡大綱村樽町（今の横浜市港北区樽町）の民家井戸から湧き出した赤黒い水をラジウム鉱泉と鑑定して、結果綱島温泉成立の発端を築く。
1921年、帝国学士院から桂公記念賞を受ける。1935年に死去、多磨霊園に葬られた。

## 家族
- 父・‐佐賀藩士[1]
- 妻・ミノ ‐ 沖縄県士族・青木徳次郎の長女[1]
- 長男・良郷 ‐ 工学士。岳父に笠井愛次郎[1]
- 長女・シゲ‐生野団六の妻[1]

## 栄典
- 1909年（明治42年）12月20日 - 従四位[4]
- 1915年（大正4年）1月11日 - 正四位[5]